# 帕尔讷
帕尔讷（法語：Parnes，法語發音：[paʁn]）是法国瓦兹省的一个市镇，属于博韦区。

## 地理
帕尔讷（49°12'12"N, 1°44'16"E）面积12.43 平方千米，位于法国上法蘭西大區瓦兹省，该省份为法国北部内陆省份，北起索姆省，西接厄尔省和滨海塞纳省，南至塞纳-马恩省和瓦兹河谷省，东临埃纳省。
与帕尔讷接壤的市镇（或旧市镇、城区）包括：韦克桑地区布里、蒙雅武、沃当库尔、比伊、韦克桑地区拉沙佩勒、埃普特河畔圣克莱尔、圣热尔韦。

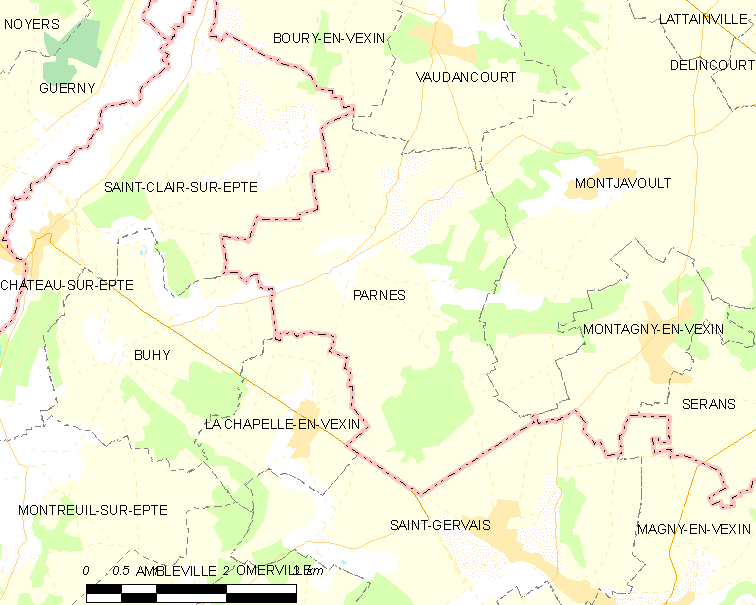
帕尔讷的OSM定位图

帕尔讷的时区为UTC+01:00、UTC+02:00（夏令时）。

## 行政
帕尔讷的邮政编码为60240，INSEE市镇编码为60487。

## 政治
帕尔讷所属的省级选区为韦克桑地区肖蒙县。

## 人口

1962-2008年间帕尔讷人口变化图示

帕尔讷于2022年1月1日时的人口数量为318人。